# Gondomar (kommunhuvudort)
Gondomar är en kommunhuvudort i Spanien.   Den ligger i provinsen Provincia de Pontevedra och regionen Galicien, i den nordvästra delen av landet, 500 km väster om huvudstaden Madrid. Gondomar ligger 52 meter över havet och antalet invånare är 13 841.
Terrängen runt Gondomar är huvudsakligen kuperad. Gondomar ligger nere i en dal.Runt Gondomar är det ganska tätbefolkat, med 222 invånare per kvadratkilometer. Närmaste större samhälle är Vigo, 13,6 km norr om Gondomar. I omgivningarna runt Gondomar växer i huvudsak blandskog.